# Vert céladon
Pour les articles homonymes, voir Céladon (homonymie).

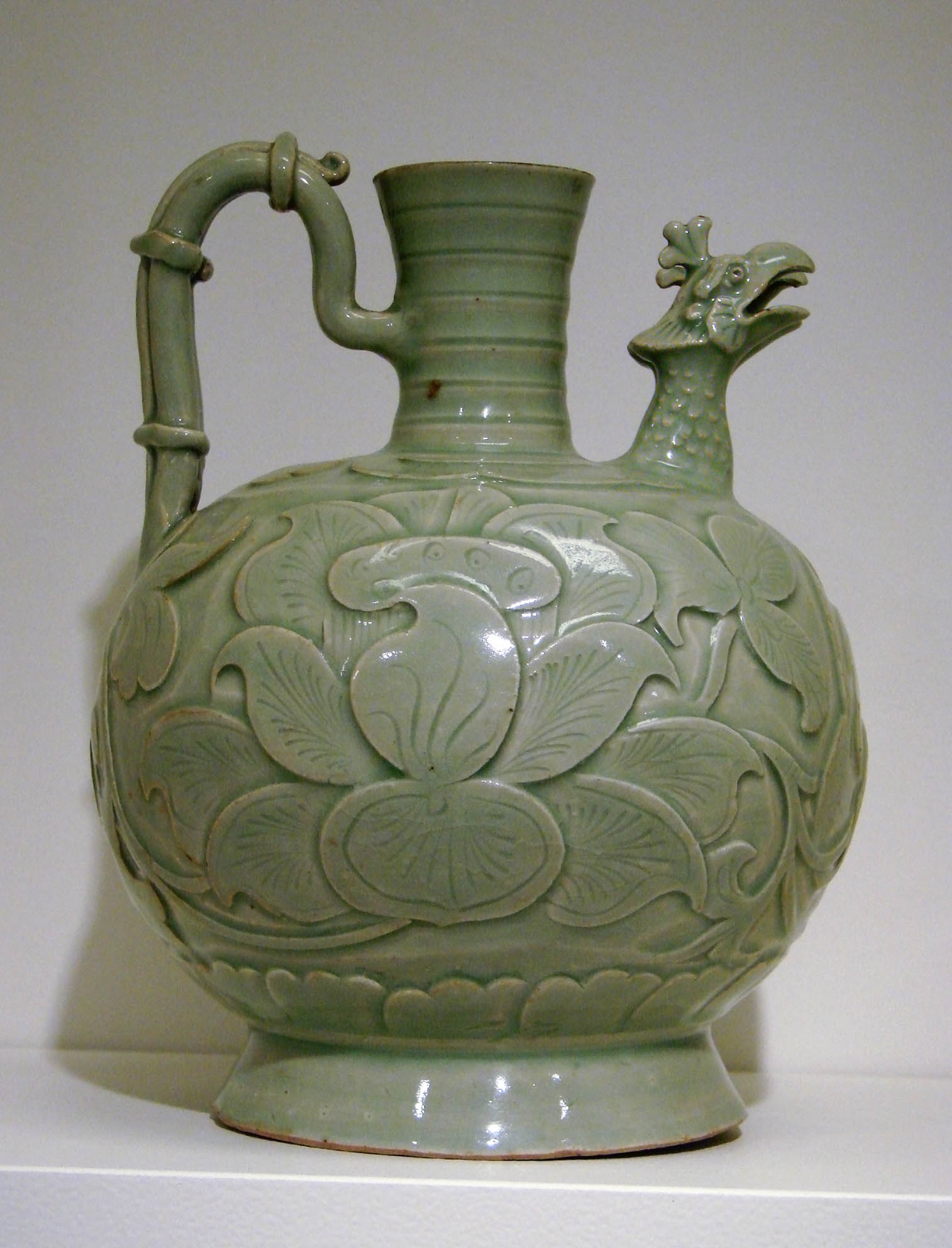
Porcelaine céladon d'époque Song

Le vert céladon est un nom de couleur désignant une nuance de vert.
Le nom de vert céladon est inspiré de celui du personnage Céladon, du roman pastoral L'Astrée d'Honoré d'Urfé, publié en 1610. Le berger Céladon porte des rubans verts. Le roman a été écrit à une période où les produits qingci des ateliers chinois de Longquan gagnaient en popularité en France : ces porcelaines chinoises ont été appelées céladon en référence au roman à la mode. 
Le nom a subsisté, puisque le père Castel le compte parmi les couleurs composées de son Optique des couleurs publiée en 1741, l'estimant équivalent à un mélange de 3 bleu pour 1 jaune. Au XIXe siècle, Chevreul s'est attaché à définir les couleurs. Il les place sur une sphère dont les teintes sont repérées entre elles et par rapport aux raies de Fraunhofer du spectre lumineux, et du blanc au noir. Cherchant à vérifier les affirmations de Castel, il mélange une part de gomme gutte et 3 de cendres bleues, et obtient une teinte céladon qu'il situe comme vert 5/10 10 ton. Reprenant ses essais avec une part de chromate de zinc pour trois de cendres bleues, il obtient vert-bleu 8 ton.
Le nom de céladon est aujourd'hui presque toujours associé aux porcelaines, généralement chinoises.
On trouve cependant un fil vert céladon n°563.